# Chascomús
Chascomús è una città dell'Argentina, situata nella provincia di Buenos Aires.